# Hookeriopsis acuminata
Hookeriopsis acuminata là một loài Rêu trong họ Hookeriaceae. Loài này được (Mitt.) A. Jaeger mô tả khoa học đầu tiên năm 1877.